# بلدة نيوتن (مقاطعة كالهون)
نيوتن، مقاطعة كالهون (بالإنجليزية: Newton Township, Calhoun County, Michigan)‏ هي بلدة تقع بولاية ميشيغان في الولايات المتحدة. تبلغ مساحتها 94 (كم²)، وترتفع عن سطح البحر 281 م، بلغ عدد سكانها 2493 نسمة في عام تعداد الولايات المتحدة 2000 حسب إحصاء مكتب تعداد الولايات المتحدة وتصل الكثافة السكانية فيها 26.8 نسمة/كم2.

## وصلات خارجية
- The US50 - Cities and Towns in Michigan State
- Michigan Cities and Towns, Facts, Map, Flag, Colleges, Government, and More